# Campeonato Potiguar de Futebol de 2017
O Campeonato Potiguar de Futebol de 2017, foi a 98ª edição do campeonato estadual de futebol do Rio Grande do Norte. A competição deu vagas à Copa do Brasil de 2018, à Copa do Nordeste de 2018, e à Série D do Campeonato Brasileiro de 2018.
O Presidente da Federação Norte-rio-grandense de Futebol (FNF), José Vanildo, divulgou na sexta-feira 4 de novembro de 2016, a bola oficial da competição. A S11 Campo Pró, lançamento da Penalty para a próxima temporada do futebol potiguar.
A Federação Norte-Rio-Grandense De Futebol (FNF) promove o 5° concurso da Musa do Futebol Potiguar da 1ª Divisão de 2017. A votação começa nesta sexta-feira (17), no endereço (Musa do Futebol Potiguar), Este ano o concurso terá oito musas representantes, As candidatas poderão ser votadas pelo público através do site oficial da FNF e a mais votada terá vaga direta na final do concurso.  Ela irá se juntar as outras duas finalistas escolhidas pelos jurados. As três finalistas serão avaliadas por um Juri Disciplinar. A vencedora do concurso receberá uma premiação no valor de R$ 3 mil e o título de Musa do Futebol Potiguar 2017.
Nesta quarta-feira (18), o presidente oficializou a taça temática em homenagem a Praia de Ponta Negra, chamando atenção para o Morro do Careca, cartão postal do Rio Grande do Norte. O nome do troféu temático, contornado em aço, de forma arredondada, receberá o nome do ex-presidente da Federação Cícero Almeida, que faleceu no último dia 17 de março.
Vem aí mais uma edição dos melhores do estadual deste ano, o Prêmio Craque Potiguar 2017. O evento será dia 2 de maio,  a partir das 19h, na Toyolex, concessionária Toyota, em Natal. Neste dia será entregue dois carros Etios OK, da Toyota, aos campeões de cada turno, premiação avaliada em R$ 100 mil.

## Fórmula de disputa
O Campeonato Potiguar de 2017 começou no 15 de janeiro a 30 de abril de 2017, e conta somente com oito clubes, correspondentes aos sete melhores colocados da edição de 2016 e ao campeão da segunda divisão de 2016. O Campeonato será disputado em duas fases, da seguinte forma:
A Primeira fase, denominada "Copa Cidade do Natal" será disputada por todas as equipes em Fase Única, composta de sete rodadas (rodadas um a sete), com todas as equipes jogando entre si uma única vez (jogos de ida).
Ao final das rodadas da Copa Cidade do Natal as agremiações melhores colocadas (1º e 2° lugar), independentemente de números de pontos conquistados, disputarão o título em duas partidas com mando da F.N.F. na Arena das Dunas. A agremiação vencedora deste confronto, considerando o número de pontos ganhos e o saldo de gols obtidos apenas nesses dois jogos, será declarada Campeã da Copa Cidade do Natal, e a equipe campeã garantirá vaga para a decisão do Campeonato Estadual, Copa do Brasil 2018, Copa do Nordeste 2018.
A Segunda fase, denominada "Copa RN" será disputada por todas as equipes em Fase Única, composta de sete rodadas (rodadas um a sete), com todas as equipes jogando entre si uma única vez (jogos de volta).
Ao final das rodadas da Copa RN as agremiações melhores colocadas (1º e 2° lugar), independentemente de números de pontos conquistados, disputarão o título em duas partidas com mando da F.N.F. A agremiação vencedora deste confronto, considerando o número de pontos ganhos e o saldo de gols obtidos apenas nesses dois jogos, será declarada Campeã da Copa RN, e a equipe campeã garantirá vaga para a decisão do Campeonato Estadual, Copa do Brasil 2018, Copa do Nordeste 2018.
A decisão do campeonato estadual será disputada em duas partidas, pelo sistema de ida e volta, com mando de campo da segunda partida para a equipe com melhor índice técnico em toda a competição,  considerando-se o total de pontos ganhos somados nas duas fases. Em caso de a mesma equipe vencer a Copa Cidade do Natal e a Copa RN, será declarado Campeão Estadual de 2017, e as equipes com melhor índice técnico na competição, ambas estarão classificadas para disputar a Copa do Brasil de 2018 e a Copa do Nordeste de 2018. Ao término da competição, serão fornecidas também duas vagas para o Campeonato Brasileiro da Série D de 2018, excetuando-se o ABC, que disputará a Série B de 2017, estando garantido, pelo menos, na Série C de 2018. O América, que disputará a Série D de 2017, também disputa uma das vagas do Campeonato Estadual 2017 para a Série D de 2018, para o caso de não conquistar o acesso, mesmo caso de Globo e Potiguar de Mossoró.

### Critérios de desempate
Em caso de empate entre duas ou mais equipes no número de pontos ganhos, foram aplicados os seguintes critérios de desempate, na seguinte ordem:
1. Maior número de vitórias;
2. Maior saldo de gols;
3. Maior número de gols marcados;
4. Menor número de cartões vermelhos;
5. Menor número de cartões amarelos;
6. Sorteio.